# 6a edició dels Premis Mestre Mateo
La 6a edició dels premis Mestre Mateo fou celebrada el 15 d'abril de 2008 per guardonar les produccions audiovisuals de Galícia del 2007. Durant la cerimònia, l'Academia Galega do Audiovisual va presentar els Premis Mestre Mateo en 25 categories. La cerimònia es va celebrar al Teatro Jofre de Ferrol i els presentadors de la gala foren per segon any consecutiu els actors Manuel Manquiña i Antonio Durán "Morris". Es van presentar un total de 121 treballs de 86 productores. Les més nominades foren la pel·lícula O neno de barro i la sèrie de televisió A vida por diante.

## Premis

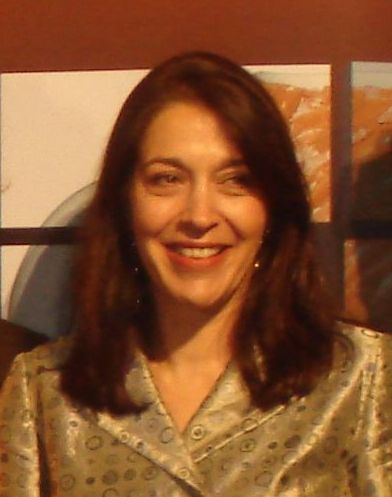
María Bouzas, millor actriu

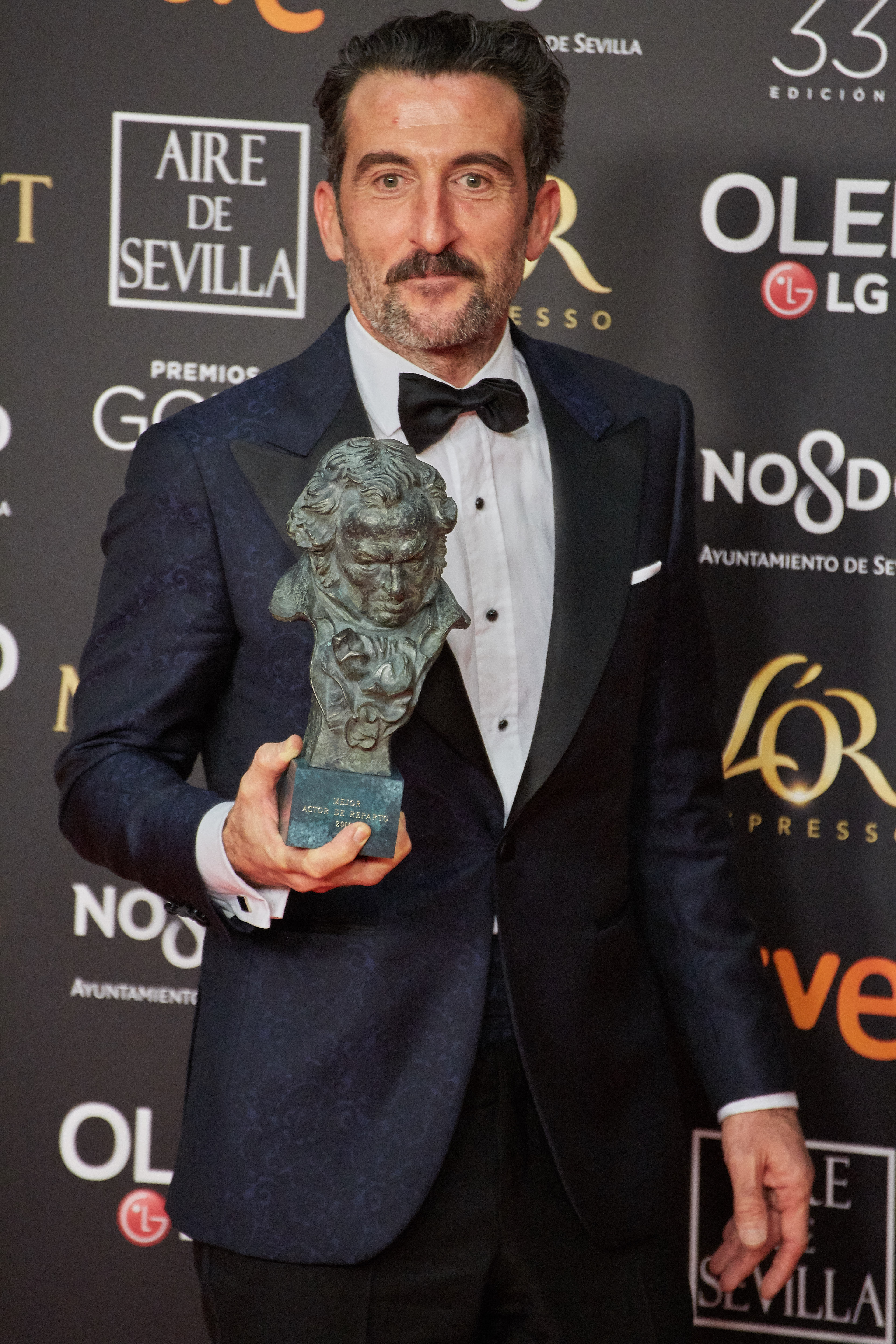
Luís Zahera, millor actor secundario

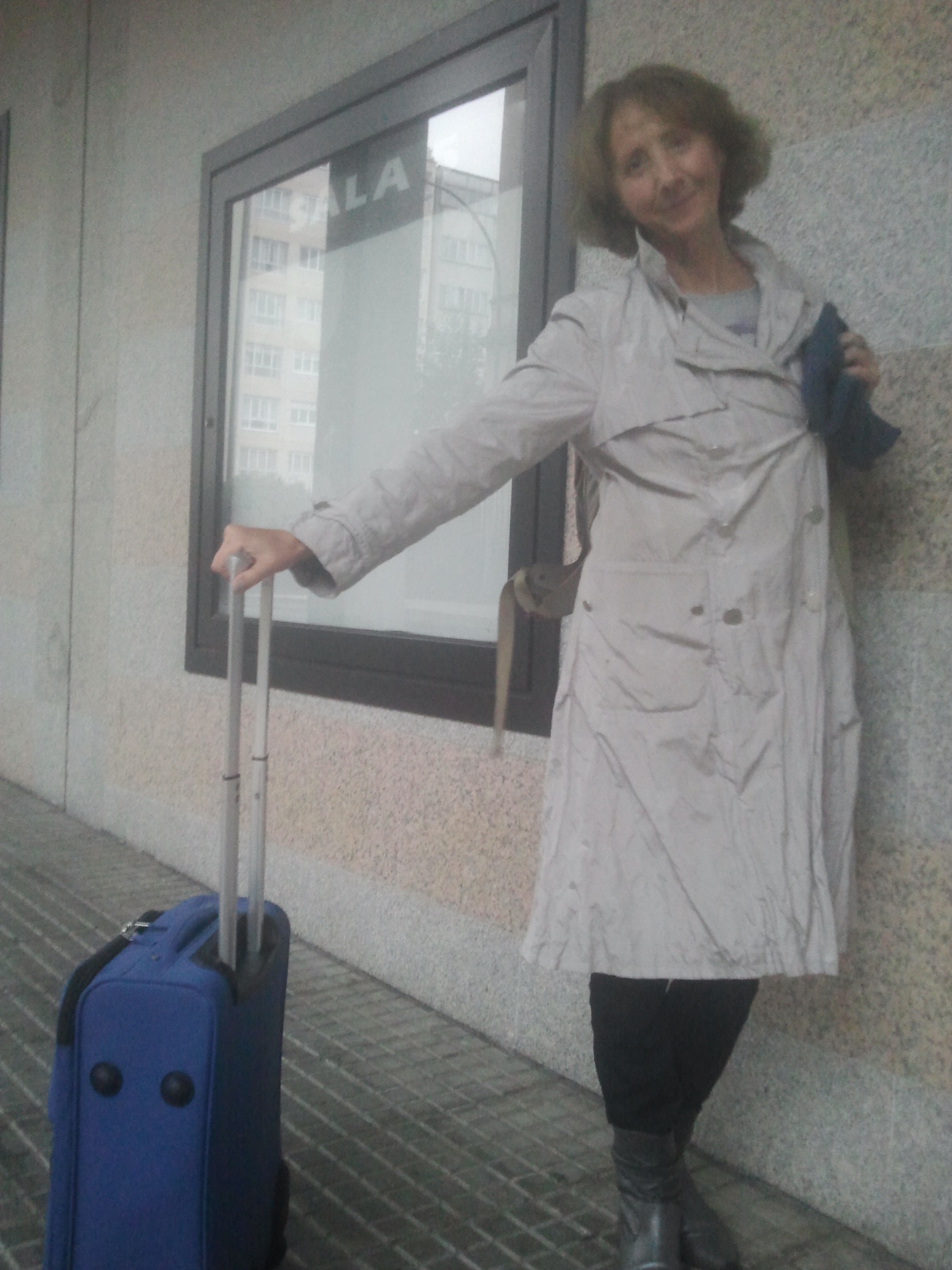
Mabel Rivera, millor actriu secundària

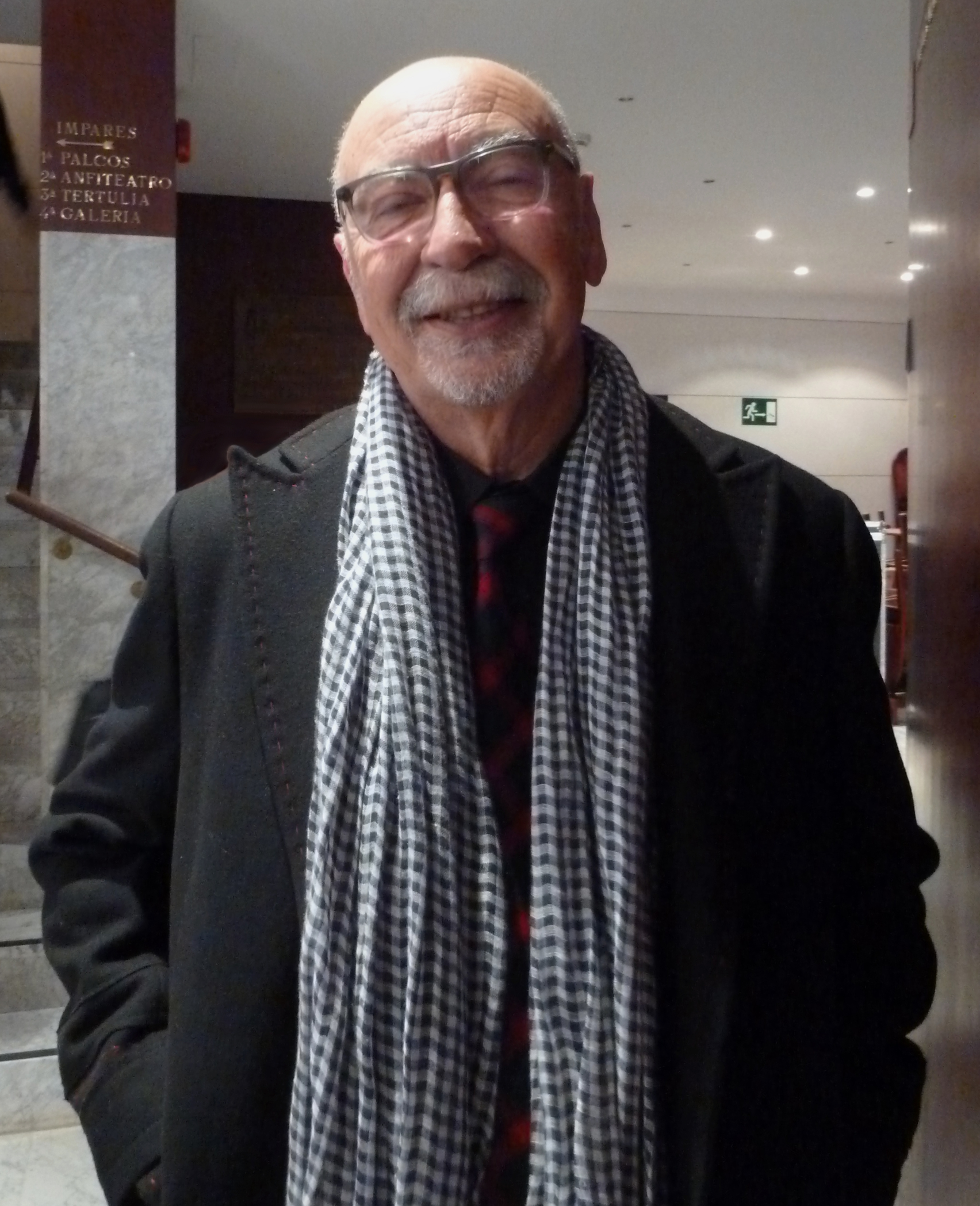
Ernesto Chao, premio de honra

Els guanyadors són els que apareixen en primer lloc i destacats en negreta.
| Millor pel·lícula | Millor director |
| --- | --- |
| - O neno de barro – Adivina Producciones - Concursante – Continental Producciones S.L.; Lazona Films; Nephilim Producciones; Castelao Productions - Hotel Tívoli – Filmanova Invest S.A.; Filmanova; Aquafilms; Animatografo Dois; Zentropa - Unha muller invisible – Adivina Producciones | - Jorge Algora – O neno de barro - Marcos Nine – Historia dunha parroquia - Rodrigo Cortés – Concursante - Xosé Manuel Vega – Historias de Galicia |
| Millor actor | Millor actriu |
| - Chete Lera – O neno de barro - Antonio Durán "Morris" – Air Galicia - Daniel Freire – O neno de barro - Federico Pérez – Air Galicia - Juan Ciancio – O neno de barro - Leonardo Sbaraglia – Concursante                                                                                 | - María Bouzas – Unha muller invisible - Belén Constenla – A vida por diante - Maribel Verdú – O neno de barro - Mela Casal – A vida por diante |
| Millor actor secundari | Millor actriu secundària |
| - Luis Zahera – Concursante - Abel Ayala – O neno de barro - Chete Lera – Concursante - Xavier Deive – A vida por diante | - Mabel Rivera – Hotel Tívoli - María Salgueiro – A vida por diante - Olalla Salgado – A vida por diante - Olalla Salgado – Valderrei |
| Millor guió | Millor realització |
| - O neno de barro – Jorge Algora, Christian Busquier i Héctor Carré - Historias de Galicia – Carlos Portela, Xosé María Vega, Rosa G.Bello i Xosé Antonio Domelo - Air Galicia – Carlos Ares, Xosé Castro i Andrés Mahía - Concursante – Rodrigo Cortés                                    | - Historias de Galicia – Ricardo Llovo - A vida por diante – Carlos Sedes i Manuel Espiñeira - A casa de 1907 – Sandra Sánchez, Chema Gagino, Luis Montenegro i Carlos Dávila - Hai que mollarse – Xosé Antón Moure i Fran Velo                                                                                            |
| Millor obra experimental ou interactiva | Millor documental |
| - Cousas do Kulechov – Susana Rey Crespo - Ecos – Rubén Coca P.C - El humanoide – Producciones Hipotálamo S.L. - SQR – Píxel Grafics | - Historia dunha parroquia – Bren Entertainment S.A. - Dando a nota – Adivina Producciones - Os 15000 de Newark – Anxo Fernández producciones, S.L. - Isaac – Eaf Produccións - Tolos por Xapón – Bren Entertainment S.A.                                                                                                  |
| Millor serie de televisión | Millor programa de televisión |
| - Air Galicia – Producciones Zopilote - E por qué? – Continental Producciones S.L.; Algarabía - Linatakalam – Ibisa tv S.L - A vida por diante – Voz Audiovisual S.A | - Historias de Galicia – TVG - Criaturas – Pórtico Comunicaciones S.L. - Hai que mollarse – Bren Entertainment S.A. - Alalá – TVG |
| Millor direcció de producció | Mejor direcció artística |
| - María Liaño – Hotel Tívoli - Eduard Vallés i Juan Lovece –O neno de barro - Eva Gómez – Historias de Galicia - Ana Míquez – A vida por diante - Martín Ramudo – Hai que mollarse | - Mariela Rípodas – O neno de barro - Esteban Martín – Donkey Xote - Curru Garabal – Valderrei - Marta Villar – A casa de 1907 |
| Millor comunicador de televisió | Millor muntatge |
| - Xosé Barato – Historias de Galicia - Carlos Blanco – O gran camiño - Mayte Cabezas – A revista fin de semana - Ana Rodríguez Martí – Hai debate | - Concursante – Guillermo Represa i Rodrigo Cortés - A vida por diante – Julia Juanatey i Marisol Torreiro - O neno de barro – Rita Romero - Isaac – Sandra Sánchez |
| Millor música original | Millor so |
| - O neno de barro – Nani García - Historia dunha parroquia – Manuel Riveiro - LT22, radio La Colifata – Manu Chao - Air Galicia – Piti Sainz | - A vida por diante – Alfonso Couceiro i Víctor Seixo - Nocturna – Nostradine Bengezzou i Jean Lionel - O neno de barro – Perfecto de San José Prieto i Alberto Suárez - Concursante – Sergio Burman i Charlie Schmucler                                                                                                   |
| Millor direcció de fotografia | Millor maquillatge i pentinat |
| - Suso Bello – O neno de barro - Juan Morgade – A casa de 1907 - Alberto Goitia – Historias de Galicia - Xosé Manuel Neira i Carlos Vilas – A vida por diante | - O neno de barro – Beata Wojtowicz - Hotel Tívoli – Almudena Fonseca i Alberto Schuster - Air Galicia – Carmen Porto, María Pérez i Jenyfer López - A vida por diante – Natalia Arcay i Noelia Arcay |
| Millor disseny de vestuari | Millor producció de publicitat |
| - O neno de barro – Cecilia Monti - Historias de Galicia – Isabel Vázquez - Air Galicia – Lola Dapena i Alicia Dapena - A vida por diante – Mari Seoane i Julia Rodríguez | - Vivamos como galegos (Gadisa) – Congo Producciones Audiovisuales y Gráficas, S.L - As cores da rúa – Lúa films; I.A.E.C. S.L - En galego tes todo por dicir – Xunta de Galicia, Secretaría Xeral de Política Lingüística, Congo Producciones Audiovisuales e Gráficas, S.L - Campaña Estrella Galicia Mapie – Mondotropo |
| Millor curtmetratge | Millor curtmetratge d'animació |
| - Adeus Edrada? – Rubén Riós; Alem Filmes - Da man da raíña vermella – Correlo Filmes - O hospital – Iván Seoane - Rosa dos ventos – Mr. Misto Films, S.L. | - A flor máis grande do mundo – Continental Producciones, S.L. - Don señor e o home do soño – Matriuska Producciones - O bufón e a infanta – Dygra Films, S.L. - Man – Audiovisual de Servicios Kairós |
| Millor film d'animació | |
| - Gritos en el pasillo – Perro Verde Films - Donkey Xote – Bren Entertainment - Nocturna – Filmax Animación | |

## Premis especials

### Premi d'Honor Fernando Rey
- Ernesto Chao[7]